# 卡萨西马罗
卡萨西马罗，是西班牙卡斯蒂利亚-拉曼恰昆卡省的一个市镇。总面积50平方公里，总人口3011人（2001年），人口密度60人/平方公里。